# Linia kolejowa nr 18
Linia kolejowa nr 18 – pierwszorzędna, prawie w całości dwutorowa, zelektryfikowana linia kolejowa znaczenia państwowego, łącząca stację Kutno ze stacją Piła Główna. Przebiega przez obszar województwa łódzkiego, województwa kujawsko-pomorskiego i województwa wielkopolskiego.

## Przebieg
Linia rozpoczyna bieg na rozjazdach 71 (tor nieparzysty) oraz 74 (tor parzysty) na stacji Kutno. W obrębie stacji biegnie równolegle między linią kolejową Warszawa Zachodnia – Kunowice oraz linią kolejową Kutno – Brodnica. Linia biegnie w kierunku północno-zachodnim przez Nowe Ostrowy, Rutkowice oraz Kaliska. Później biegnie w kierunku północnym przez Czerniewice do Włocławka, a następnie ponownie w kierunku północno-zachodnim w bliskim sąsiedztwie Wisły przez Lubanie, Aleksandrów Kujawski do Torunia, gdzie spotyka się z linią kolejową Poznań Wschód – Skandawa.
Linia przebiega południową częścią stacji Toruń Główny, skąd odgałęzia się linia kolejowa Nieszawka – Toruń Towarowy TrB, która biegnie w kierunku południowym, równolegle do linii kolejowej Poznań Wschód – Skandawa. Linia kolejowa Kutno – Piła Główna kieruje się natomiast w stronę zachodnią i przechodzi przez Solec Kujawski do wschodniej części Bydgoszczy. Odtąd biegnie równolegle do Brdy. Przebiega przez stację Bydgoszcz Wschód, gdzie styka się z linią kolejową Kowalewo Pomorskie – Bydgoszcz Wschód. Dalej biegnie przez Bydgoszcz Główną, skąd odchodzi od niej linia kolejowa Bydgoszcz Główna – Czyżkówko, biegnąca niemalże równolegle do niej aż do posterunku Czyżkówko.
Linia kieruje się w stronę zachodnią, w sąsiedztwie najpierw Kanału Bydgoskiego, później Noteci. Przechodzi przez Nakło nad Notecią, gdzie krzyżuje się z linią kolejową Oleśnica – Chojnice. Na dalszym odcinku mija Osiek nad Notecią, Białośliwie i Kaczory kierując się do Piły. Przed stacją Piła Główna biegnie między linią kolejową Tczew – Kostrzyn oraz linią kolejową Poznań Główny PoD – Piła Główna, przechodzi przez Gwdę i kończy bieg na rozjazdach 544 oraz 545, gdzie spotyka się z linią kolejową do Kostrzyna.
Linia jest podzielona na 7 odcinków:
- A: Kutno – Włocławek (od 0,313 do 54,807)
- B: Włocławek – Włocławek Brzezie (od 54,807 do 59,956)
- C: Włocławek Brzezie – Toruń Główny (od 59,956 do 109,058)
- D: Toruń Główny – Bydgoszcz Wschód (od 109,058 do 152,300)
- E: Bydgoszcz Wschód – Bydgoszcz Główna (od 152,300 do 160,058)
- F: Bydgoszcz Główna – Czyżkówko (od 160,058 do 162,578)
- G: Czyżkówko – Piła Główna (od 162,578 do 247,731)

## Historia
Odcinek linii kolejowej Piła Główna – Nakło nad Notecią – Bydgoszcz Główna jest jednym z najstarszych na ziemiach polskich. Powstał już w 1851 roku jako część Pruskiej Kolei Wschodniej Krzyż – Piła – Bydgoszcz – Tczew, której celem było połączenie Berlina z Prusami Wschodnimi. Toruń i Włocławek uzyskały połączenie kolejowe 10 lat później w wyniku budowy Kolei Warszawsko-Bydgoskiej.
Do końca lat 20. XX wieku, czyli do wybudowania najkrótszego połączenia Poznania z Warszawą (przez Konin), wszystkie pociągi łączące zachodnią Europę z Warszawą kursowały na odcinku Poznań – Warszawa przez Gniezno, Inowrocław, Toruń i Kutno. Do zakończenia magistrali węglowej (Śląsk – port w Gdyni, 1930 r.) linia stanowiła też ważną drogę wywozu polskiego węgla do portów bałtyckich.
W 1984 roku linię zelektryfikowano na odcinku Kutno – Toruń – Bydgoszcz, a w 1989 roku zakończono elektryfikację odcinka Bydgoszcz – Piła.
19 sierpnia 1980 roku na odcinku między Toruniem Głównym a Aleksandrowem Kujawskim miała miejsce największa w historii powojennej Polski katastrofa kolejowa pod Otłoczynem.
W drugiej połowie 2012 roku ruszyła modernizacja linii na odcinku Bydgoszcz – Toruń, która zakończyła się na początku marca 2014 roku. W trakcie dwuletnich prac wyremontowano zostało 92 km torów i 18 przejazdów kolejowo-drogowych. Zamontowano 54 nowych rozjazdów na stacjach Toruń Główny, Cierpice, Solec Kujawski, Bydgoszcz Łęgnowo, Bydgoszcz Wschód oraz Bydgoszcz Leśna. Wymienione zostały również urządzenia sterowania ruchem kolejowym oraz systemy zasilające.
Po zakończeniu prac pociągi przyspieszyły do 120 km/h, a czas podróży między miastami skrócił się do około 40 minut. Rewitalizacja odcinka Toruń – Bydgoszcz realizowana była w ramach projektu POIiŚ 7.1 – „Polepszenie jakości usług przewozowych poprzez poprawę stanu technicznego linii kolejowej nr 18 Kutno–Piła na odcinku Toruń–Bydgoszcz”. Dzięki umowie podpisanej przez PKP PLK projekt otrzymał unijne dofinansowanie ze środków Funduszu Spójności w ramach Programu Operacyjnego Infrastruktura i Środowisko w wysokości 147 354 791,84 PLN. Całkowita kwota inwestycji wynosiła 225 985 848,73 PLN. 12 czerwca 2016 roku otwarto nowy przystanek Cierpice Kąkol.
W czerwcu 2016 roku została podpisana umowa z firmą Torpol na remont odcinka Włocławek – Aleksandrów Kujawski. Wymianie uległo 14 km torów, rozjazdy, przebudowano perony w Lubaniu, Turznie Kujawskim i Nieszawie Waganiec. Dzięki pracom prędkość pociągów pasażerskich wzrosła ze 120 do 140 km/h.
W czerwcu 2017 roku PKP PLK podpisało z Torpolem umowę na modernizację linii na odcinku Ostrowy – Otłoczyn. 
2 października 2020 roku doszło do rozmycia nasypu, w wyniku czego ruch pociągów między Zielonczynem a Nakłem nad Notecią został wstrzymany. Ruch po jednym torze został przywrócony 25 października 2020 w godzinach wieczornych (22.30).

## Charakterystyka techniczna
Linia, w zależności od odcinka, jest klasy C3 lub D3, maksymalny nacisk osi wynosi od 196 do 221 kN dla lokomotyw oraz wagonów, a maksymalny nacisk liniowy wynosi 71 kN. Sieć trakcyjna, w zależności od odcinka, jest typu YzC120-2C, YC120-2C, YC150-2CS150, YC120-2CS150, C150-C150, 2C120-2C-1 lub 2C120-2C-1; obciążalność prądowa wynosi od 1700 do 2540 A; jest dostosowana do maksymalnej prędkości od 110 do 160 km/h, a minimalna odległość między odbierakami prądu wynosi 20 m. Linia wyposażona jest w elektromagnesy samoczynnego hamowania pociągów.
Na linii zostały wprowadzone ograniczenia w związku z niezachowaną skrajnią budowli linii kolejowej – nieodpowiednia odległość parkanów, poręczy, filaru wiaduktu, semaforów, żurawi wodnych, peronów oraz tarcz Tm od osi toru.
Linia dostosowana jest do prędkości od 50 km/h do 160 km/h. Obowiązują następujące prędkości maksymalne dla pociągów:
| Tor nieparzysty (kierunek: Piła Główna) | Tor nieparzysty (kierunek: Piła Główna) | Tor nieparzysty (kierunek: Piła Główna) | Kilometraż | Kilometraż | Tor parzysty (kierunek: Kutno) | Tor parzysty (kierunek: Kutno) | Tor parzysty (kierunek: Kutno) |
| Pociągi pasażerskie                     | Autobusy szynowe i EZT                  | Pociągi towarowe                        | od         | do         | Pociągi pasażerskie            | Autobusy szynowe i EZT         | Pociągi towarowe               |
| 100                                     | 100                                     | 80                                      | (-)0,076   | (-)0,220   | odcinek jednotorowy            | odcinek jednotorowy            | odcinek jednotorowy            |
| 160                                     | 160                                     | 120                                     | (-)0,220   | 3,500      | 160                            | 160                            | 120                            |
| 120                                     | 120                                     | 100                                     | 3,500      | 4,435      | 120                            | 120                            | 100                            |
| 120                                     | 120                                     | 100                                     | 4,435      | 26,470     | 120                            | 120                            | 100                            |
| 160                                     | 160                                     | 120                                     | 26,470     | 36,549     | 160                            | 160                            | 120                            |
| 120                                     | 120                                     | 100                                     | 36,549     | 55,630     | 120                            | 120                            | 100                            |
| 110                                     | 110                                     | 100                                     | 55,630     | 56,190     | 110                            | 110                            | 100                            |
| 120                                     | 120                                     | 100                                     | 56,190     | 61,398     | 120                            | 120                            | 100                            |
| 140                                     | 140                                     | 100                                     | 61,398     | 61,435     | 120                            | 120                            | 100                            |
| 140                                     | 140                                     | 100                                     | 61,435     | 90,360     | 140                            | 140                            | 100                            |
| 120                                     | 120                                     | 100                                     | 90,360     | 90,412     | 120                            | 120                            | 100                            |
| 120                                     | 120                                     | 100                                     | 90,412     | 91,977     | 120                            | 120                            | 100                            |
| 120                                     | 120                                     | 100                                     | 91,977     | 96,579     | 120                            | 120                            | 70                             |
| 120                                     | 120                                     | 100                                     | 96,579     | 107,420    | 120                            | 120                            | 100                            |
| 120                                     | 120                                     | 100                                     | 107,420    | 108,470    | 120                            | 120                            | 100                            |
| 50                                      | 50                                      | 50                                      | 108,470    | 108,840    | 50                             | 50                             | 50                             |
| 80                                      | 80                                      | 80                                      | 108,840    | 109,705    | 80                             | 80                             | 80                             |
| 110                                     | 110                                     | 100                                     | 109,705    | 111,216    | 120                            | 120                            | 100                            |
| 140                                     | 140                                     | 100                                     | 111,216    | 137,340    | 140                            | 140                            | 100                            |
| 120                                     | 120                                     | 100                                     | 137,340    | 138,390    | 120                            | 120                            | 100                            |
| 100                                     | 100                                     | 100                                     | 138,390    | 139,403    | 100                            | 100                            | 100                            |
| 120                                     | 120                                     | 100                                     | 139,403    | 139,920    | 120                            | 120                            | 100                            |
| 140                                     | 140                                     | 100                                     | 139,920    | 147,740    | 140                            | 140                            | 100                            |
| 120                                     | 120                                     | 100                                     | 147,740    | 152,750    | 120                            | 120                            | 100                            |
| 100                                     | 100                                     | 100                                     | 152,750    | 153,000    | 120                            | 120                            | 100                            |
| 120                                     | 120                                     | 100                                     | 153,000    | 154,300    | 120                            | 120                            | 100                            |
| 100                                     | 100                                     | 100                                     | 154,300    | 154,750    | 120                            | 120                            | 100                            |
| 120                                     | 120                                     | 100                                     | 154,750    | 159,420    | 120                            | 120                            | 100                            |
| 90                                      | 90                                      | 70                                      | 159,420    | 160,591    | 90                             | 90                             | 50                             |
| 120                                     | 120                                     | 70                                      | 160,591    | 163,000    | 120                            | 120                            | 70                             |
| 100                                     | 100                                     | 70                                      | 163,000    | 173,400    | 100                            | 100                            | 70                             |
| 80                                      | 80                                      | 70                                      | 173,409    | 186,300    | 80                             | 80                             | 70                             |
| 100                                     | 100                                     | 70                                      | 186,300    | 228,302    | 100                            | 100                            | 70                             |
| 100                                     | 100                                     | 70                                      | 228,302    | 239,302    | 70                             | 70                             | 70                             |
| 100                                     | 100                                     | 70                                      | 239,302    | 247,731    | 100                            | 100                            | 70                             |

## Infrastruktura

### Rozgałęzienia
| Punkt                | Linia | Linia              | Linia            |
| Punkt                | Numer | Kierunek           | Status           |
| Kutno                | 3     | Kunowice (GP)      | czynna           |
| Kutno                | 3     | Warszawa Zachodnia | czynna           |
| Kutno                | 33    | Brodnica           | czynna           |
| Aleksandrów Kujawski | 245   | Ciechocinek        | czynna           |
| Toruń Główny         | 353   | Poznań Wschód      | czynna           |
| Toruń Główny         | 353   | Skandawa (GP)      | czynna           |
| Toruń Główny         | 734   | Nieszawka          | czynna           |
| Bydgoszcz Wschód     | 201   | Gdynia Port        | czynna           |
| Bydgoszcz Wschód     | 201   | Nowa Wieś Wielka   | czynna           |
| Bydgoszcz Wschód     | 209   | Kowalewo Pomorskie | czynna           |
| Bydgoszcz Główna     | 131   | Tczew              | czynna           |
| Bydgoszcz Główna     | 131   | Chorzów Batory     | czynna           |
| Bydgoszcz Główna     | 356   | Poznań Wschód      | częściowo czynna |
| Bydgoszcz Główna     | 745   | Czyżkówko          | czynna           |
| Czyżkówko            | 745   | Bydgoszcz Główna   | czynna           |
| Nakło nad Notecią    | 281   | Oleśnica           | czynna           |
| Nakło nad Notecią    | 281   | Chojnice           | czynna           |
| Piła Główna          | 203   | Kostrzyn (GP)      | czynna           |
| Piła Główna          | 354   | Piła Główna        | czynna           |
| Piła Główna          | 354   | Poznań Główny PoD  | czynna           |
| Piła Główna          | 405   | Piła Główna        | czynna           |
| Piła Główna          | 405   | Ustka              | czynna           |
| Piła Główna          | 999   | Piła Północ        | czynna           |

### Posterunki ruchu i punkty ekspedycyjne
Na linii znajduje się 48 różnych punktów eksploatacyjnych, w tym 21 stacji kolejowych (z czego 2 stacje techniczne), 25 przystanków (z czego 3 są jednocześnie ładowniami), jedna bocznica szlakowa oraz jeden posterunek odgałęźny.
| Rodzaj i nazwa                                                | Zdjęcie | Liczba peronów | Liczba krawędzi peronowych | Infrastruktura | Dawne nazwy |
| stacja Kutno ♿︎                                               |         | 4              | 6                          | - Przejście pod torami - Przejście w poziomie szyn - Kasy biletowe - Biletomaty (IC, KM, ŁKA) - Punkt gastronomiczny - Kiosk - Parking - Informacja dla podróżnych | Kutno (1861–1923) Kutno Osobowe (1924) |
| stacja Ostrowy ♿︎                                             |         | 1              | 2                          | - Przejście w poziomie szyn | Krośniewice (1862–1915) Krosniewice (1915–1918) Krośniewice (1918–1939) Krosniewice (1939–1942) Kranzwerder (1943–1945) Krośniewice (1945–1950) Krośniewice Kutnowskie (1951–1967)                                                            |
| przystanek Rutkowice ♿︎                                       |         | 2              | 2                          | - Przejście w poziomie szyn - Kasy biletowe | |
| stacja Kaliska Kujawskie ♿︎                                   |         | 3              | 3                          | - Przejście w poziomie szyn - Parking - Informacja dla podróżnych                                                                                                  | Chodecz (1890–1915) Chodetsch (1915–1918) Chodecz (1918–1939) Chodetsch (1939–1941) Lubenstadt (1942–1945) Chodecz (1945–1983) |
| przystanek Wiktorowo ♿︎                                       |         | 2              | 2                          | - Przejście w poziomie szyn | |
| stacja Czerniewice ♿︎                                         |         | 2              | 3                          | - Przejście w poziomie szyn | |
| przystanek Gołaszewo Kujawskie ♿︎                             |         | 2              | 2                          | - Przejście w poziomie szyn | |
| przystanek Warząchewka ♿︎                                     |         | 2              | 2                          | - Przejście w poziomie szyn | |
| stacja Włocławek ♿︎                                           |         | 2              | 3                          | - Przejście pod torami - Kasy biletowe - Biletomaty (PR, IC) - Sieć Wi-Fi - Kiosk - Parking - Informacja dla podróżnych                                            | Włocławek (1862–1915) Wloclawek (1915–1918) Włocławek (1918–1939) Leslau (1939–1945) |
| przystanek Włocławek Zazamcze ♿︎                              |         | 2              | 2                          | - Przejście pod torami | |
| stacja techniczna przystanek służbowy Włocławek Brzezie       |         | 2              | 2                          | | |
| przystanek Brzezie ♿︎                                         |         | 2              | 2                          | - Przejście w poziomie szyn | |
| przystanek posterunek odstępowy Lubanie ♿︎                    |         | 2              | 2                          | - Przejście w poziomie szyn | Lubanie (1923–1942) Liebingen (1943–1945) |
| stacja Nieszawa Waganiec ♿︎                                   |         | 3              | 3                          | - Przejście w poziomie szyn - Parking - Informacja dla podróżnych                                                                                                  | Nieszawa (1862–1942) Nessau (1943–1945) Nieszawa (1945–1982) Waganiec (1983–1985) |
| przystanek Turzno Kujawskie ♿︎                                |         | 2              | 2                          | - Przejście w poziomie szyn | Raciążek |
| stacja Aleksandrów Kujawski ♿︎                                |         | 2              | 3                          | - Przejście w poziomie szyn - Kasy biletowe - Parking - Informacja dla podróżnych                                                                                  | Białe Błota (1862–1866) Trojanowo (1867–1873) Aleksandrowo (1874–1889) Aleksandrów Przygraniczny (1890–1914) Alexandrow (1914–1918) Aleksandrów (1918–1938) Aleksandrów Kujawski (1938–1939) Alexandrow (1939–1942) Weichselstädt (1943–1945) |
| stacja Otłoczyn ♿︎                                            |         | 2              | 3                          | - Przejście w poziomie szyn | Ottlotshin (1861–1920) Otłoczyn (1920–1939) Ottloschin (1939–1940) Ottlotschin (1941–1942) Krügershauland (1943–1945) |
| przystanek posterunek bocznicowy szlakowy Brzoza Toruńska ♿︎  |         | 2              | 2                          | - Przejście w poziomie szyn | Balkau (1915–1920) Brzozy (1920–1939) Balkau (1939–1945) Brzozy (1945–1956) |
| przystanek Toruń Czerniewice ♿︎                               |         | 2              | 2                          | - Przejście w poziomie szyn | |
| stacja Toruń Główny ♿︎                                        |         | 4              | 6                          | - Przejście pod torami/na poziomie szyn - Kasy biletowe - Biletomaty (AR, PR, IC) - Przechowalnia bagażu                                                           | Thorn (1861–1900) Thorn Hauptbahnhof (1901–1909) Thorn Vorstadt (1909–1915) Thorn Hauptbahnhof (1916–1920) Toruń Dworzec Główny (1920–1922) Toruń Przedmieście (1923–1936) Toruń Główny (1937–1939) Thorn Hauptbahnhof (1939–1945)            |
| przystanek Toruń Kluczyki ♿︎                                  |         | 3              | 4                          | - Przejście w poziomie szyn | |
| stacja Cierpice                                               |         | 2 (były)       | 3 (były)                   | | Cierpitz (1861–1869) Schirpitz (Cierpitz) (1870–1900) Schirpitz (1901–1909) Schirpitz (Kr. Thorn) (1910–1920) Cierpice (1920–1939) Schirpitz (1939–1944) Schirpitz (Kr. Thorn) (1944–1945)                                                    |
| przystanek Cierpice Kąkol ♿︎                                  |         | 2              | 2                          | - Przejście w poziomie szyn - System dynamicznej informacji pasażerskiej                                                                                           | |
| przystanek posterunek odstępowy Przyłubie ♿︎                  |         | 2              | 2                          | - Przejście w poziomie szyn - Informacja dla podróżnych | Weichselthal (1861–1920) Przyłubie Kraińskie (1920–1939) Weichselthal (1939–1941) Weichseltal (1942–1945) Przyłubie Krajeńskie (1953–1957) |
| stacja Solec Kujawski ♿︎                                      |         | 2              | 3                          | - Przejście pod torami - Kasy biletowe | Schulitz (1861–1920) Solec nad Wisłą (1920–1922) Solec Kujawski (1923–1939) Schulitz (1939–1945) |
| przystanek ładownia posterunek odgałęźny Bydgoszcz Łęgnowo ♿︎ |         | 2              | 3                          | - Przejście w poziomie szyn - Sieć Wi-Fi - Parking - Informacja dla podróżnych                                                                                     | Brahnau (1861–1920) Czersk Polski (1920–1922) Łęgnowo (1923–1939) Brahnau (1939–1945) Łęgnowo (1945–1949) Łęgnowo Bydgoskie (1950–1957) |
| stacja Bydgoszcz Wschód ♿︎                                    |         | 2              | 3                          | - Przejście nad torami | Karlsdorf (1861–1909) Karlsdorf bei Bromberg (1910–1920) Kapuścisko Małe (1920–1935) Bydgoszcz Wschód (1936–1939) Bromberg Ost (1939–1945) |
| przystanek Bydgoszcz Bielawy ♿︎                               |         | 2              | 2                          | - Kładka | |
| przystanek ładownia posterunek odgałęźny Bydgoszcz Leśna ♿︎   |         | 2              | 2                          | - Przejście pod torami - Kasy biletowe | Brenkenhof (1940–1945) |
| stacja Bydgoszcz Główna ♿︎                                    |         | 7              | 9                          | - Przejście pod torami - Kasy biletowe - Biletomaty (AR, PR, IC) - Kiosk - Punkt gastronomiczny - Parking - Informacja dla podróżnych                              | Bromberg (1851–1909) Bromberg Staatsbahnhof (1910–1920) Bydgoszcz (1920–1939) Bromberg (1939–1941) Bromberg Hauptbahnhof (1942–1945) Bydgoszcz (1945–1946)                                                                                    |
| posterunek odgałęźny Czyżkowko                                |         |                |                            | | |
| przystanek Bydgoszcz Zachód ♿︎                                |         | 2              | 2                          | - Przejście w poziomie szyn - Informacja dla podróżnych | |
| stacja techniczna Prądy                                       |         |                |                            | | |
| przystanek Bydgoszcz Osowa Góra ♿︎                            |         | 2              | 2                          | - Przejście w poziomie szyn | |
| przystanek Pawłówek ♿︎                                        |         | 2              | 2                          | - Przejście w poziomie szyn | |
| stacja Zielonczyn ♿︎                                          |         | 2              | 3                          | - Przejście w poziomie szyn - Informacja dla podróżnych | Strelau (1851–1920) Strzelewo (1920–1939) Strelau (1939–1945) Strzelewo (1945–1957) |
| przystanek Ślesin ♿︎                                          |         | 2              | 2                          | - Przejście w poziomie szyn | |
| stacja Nakło nad Notecią ♿︎                                   |         | 2              | 4                          | - Przejście pod torami - Kasy biletowe - Parking - Informacja dla podróżnych                                                                                       | Nakel (1851–1909) Nakel Staatsbahnhof (1910–1920) Nakło (1920–1922) Nakło nad Notecią (1923–1939) Nakel (1939–1945) |
| przystanek Anieliny ♿︎                                        |         | 2              | 2                          | - Przejście w poziomie szyn | |
| przystanek ładownia posterunek odgałęźny Samostrzel ♿︎        |         | 2              | 3                          | - Przejście w poziomie szyn | Walden (1851–1920) Samostrzel (1920–1939) Walden (1939–1945) |
| przystanek Jadwiżyn ♿︎                                        |         | 2              | 2                          | - Przejście w poziomie szyn | |
| stacja Wyrzysk Osiek ♿︎                                       |         | 2              | 3                          | - Przejście w poziomie szyn - Informacja dla podróżnych | Netzhal (1851–1920) Osiek n. Notecią (1920–1939) Netzhal (1939–1941) Wirsitz-Netzhal (1942–1945) Wyrzysk Osiek n. Notecią (1945–1946) |
| przystanek Krostkowo ♿︎                                       |         | 2              | 3                          | - Przejście w poziomie szyn | |
| stacja Białośliwie ♿︎                                         |         | 2              | 3                          | - Przejście w poziomie szyn - Kasy biletowe - Parking - Informacja dla podróżnych                                                                                  | Weissenhöhe (1851–1909) Weissenhöhe Staatsbahnhof (1910–1919) Białośliwie (1919–1939) Weussenhöhe (1939–1945) |
| przystanek Miasteczko Krajeńskie ♿︎                           |         | 2              | 3                          | - Przejście w poziomie szyn - Informacja dla podróżnych | |
| stacja Kaczory ♿︎                                             |         | 2              | 2                          | - Przejście w poziomie szyn | Erpel (1851–1900) Erpel (Posen) (1901–1919) Kaczory (1919–1939) Erpel (1939–1941) Erpel (Kr. Kolmar) (1942–1945) |
| bocznica szlakowa Bocznica PolDróg                            |         |                |                            | | |
| stacja Piła Główna ♿︎                                         |         | 6              | 10                         | - Przejście pod torami - Kasy biletowe - Biletomaty (PR, IC) - Kiosk - Punkt gastronomiczny - Parking - Informacja dla podróżnych                                  | Schneidemühl (1851–1943) Schneidemühl Hauptbahnhof (1944) Schneidemuhl Personenbahnhof (1944–1945) Piła (1945–1967) |

## Ruch pociągów
Linia jest wykorzystywana zarówno przez pociągi regionalne i dalekobieżne, jak i pociągi towarowe. Na odcinku Bydgoszcz – Toruń pociągi PR kursują w ramach oferty BiTCity, natomiast na odcinku Toruń – Włocławek w ramach oferty WiTCity. Od 13 grudnia 2015 roku na odcinku znajdującym się na terenie województwa kujawsko-pomorskiego (Rutkowice – Wyrzysk Osiek) w pociągach tego przewoźnika obowiązuje specjalna oferta cenowa w ramach taryfy województwa kujawsko-pomorskiego.

## Galeria

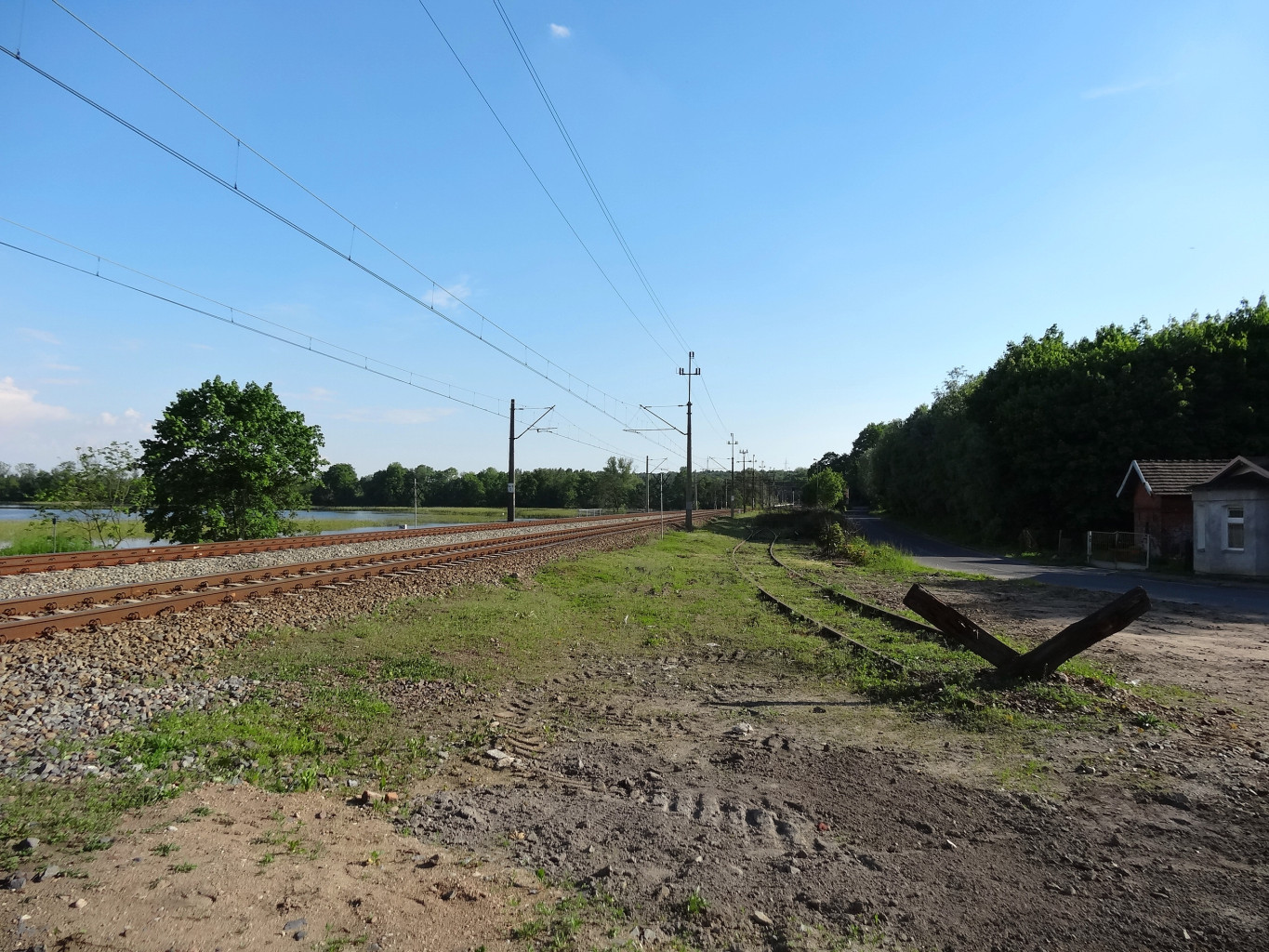
Nieczynny tor bocznicy zakładu Stomil
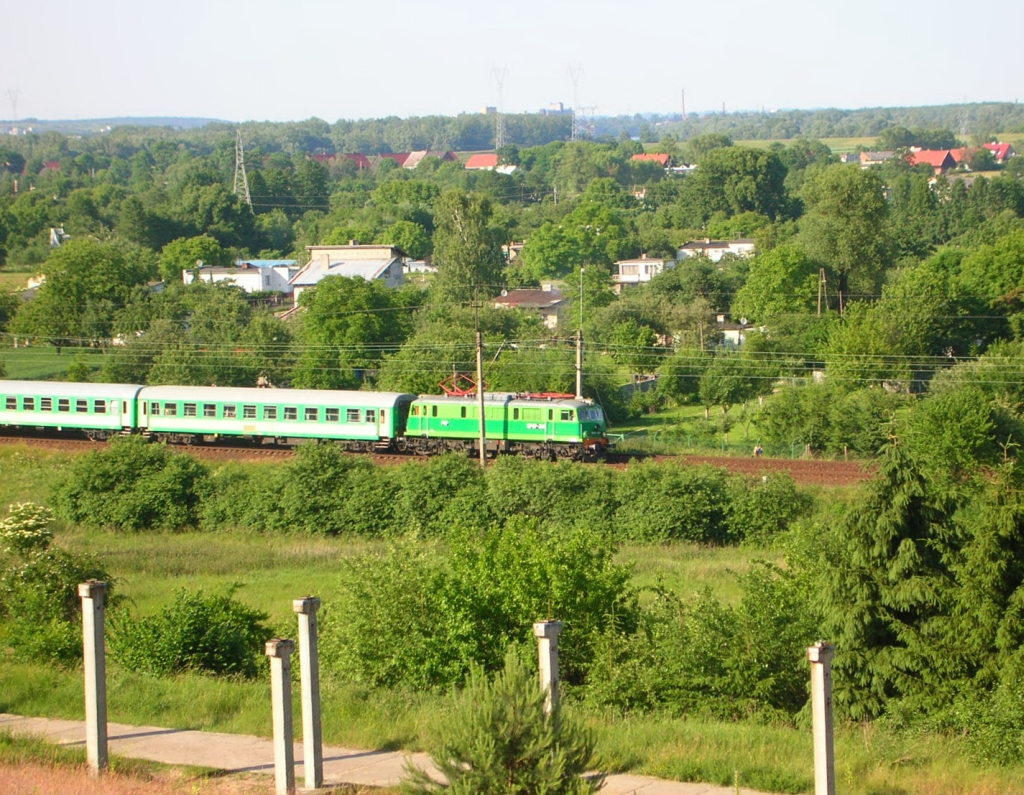
Widok ze Zbocza Łęgnowskiego
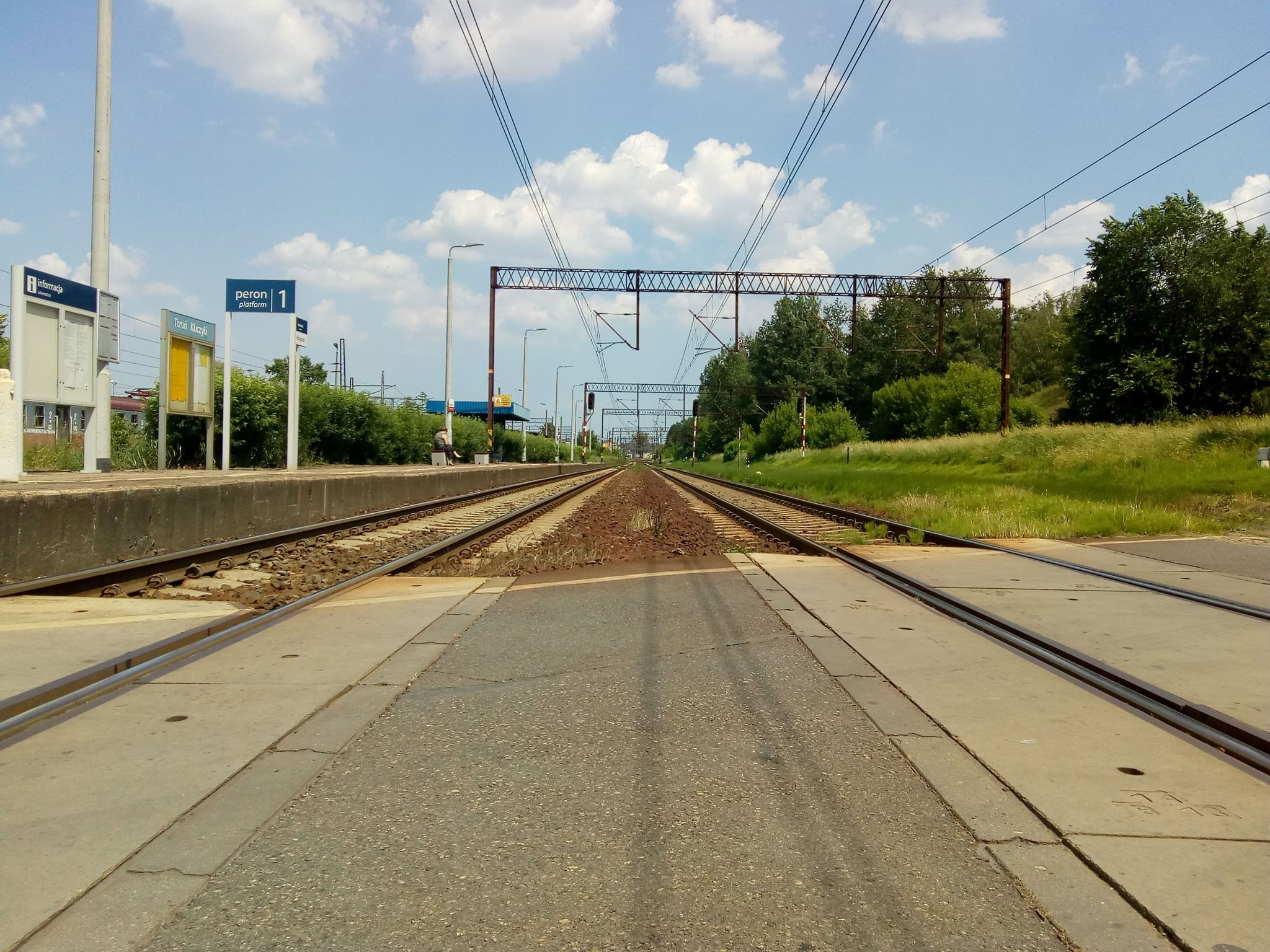
Przejazd kolejowo-drogowy przy przystanku Toruń Kluczyki
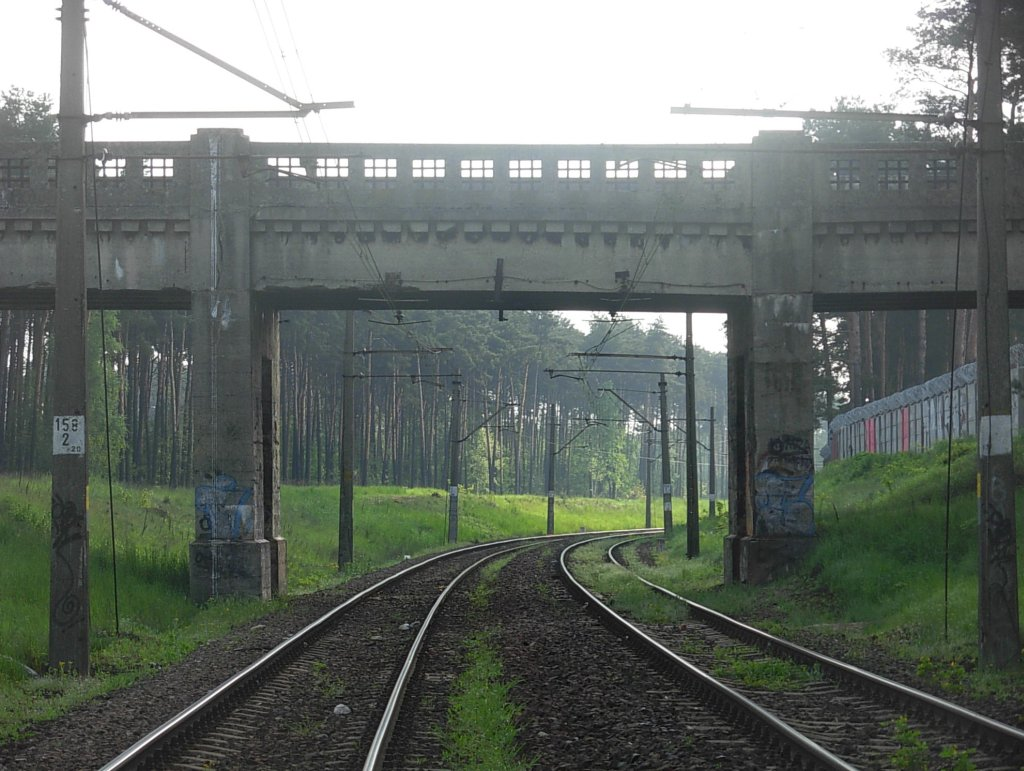
Kilometr 158,200 linii kolejowej, widok w kierunku Bydgoszczy Leśnej
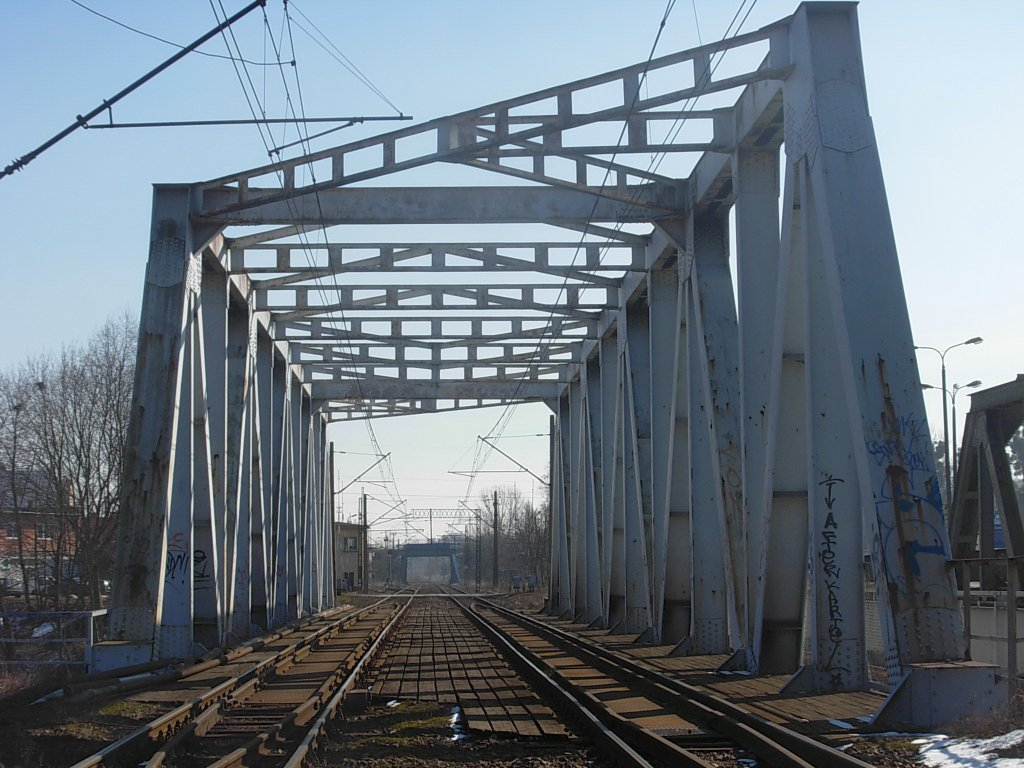
Most kolejowy na nowym Kanale Bydgoskim w Bydgoszczy
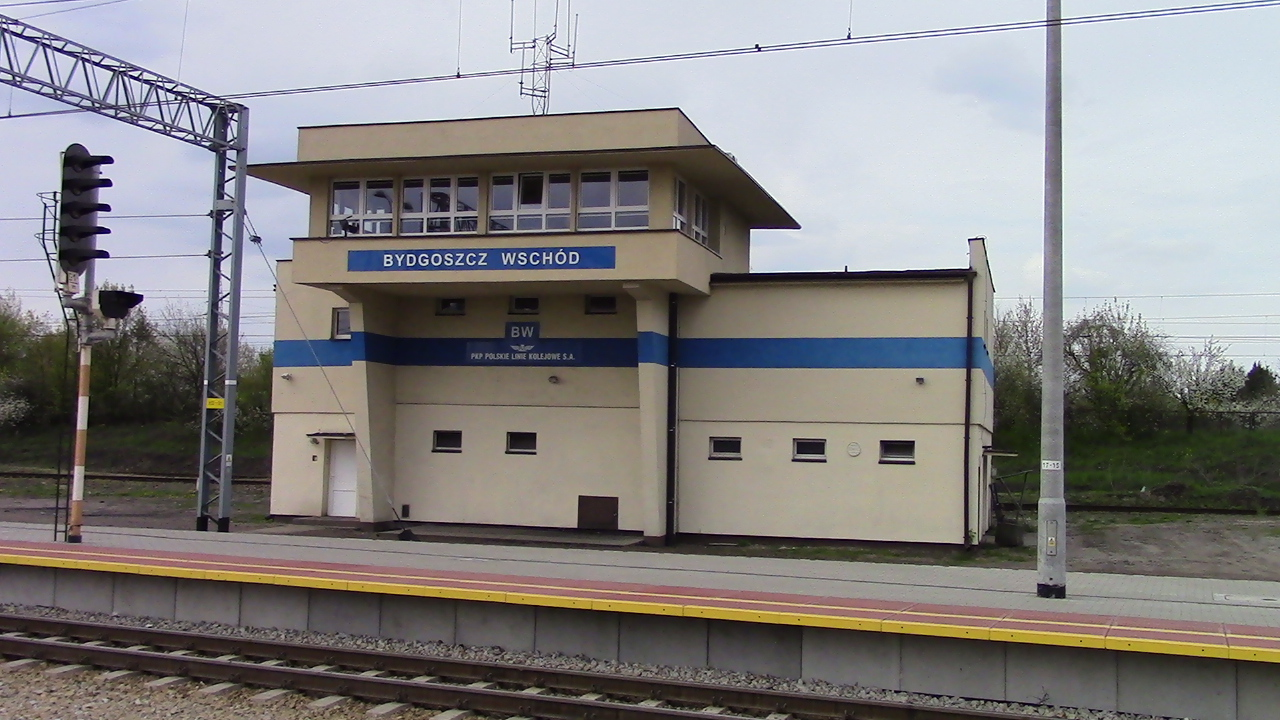
Nastawnia BW stacji Bydgoszcz Wschód
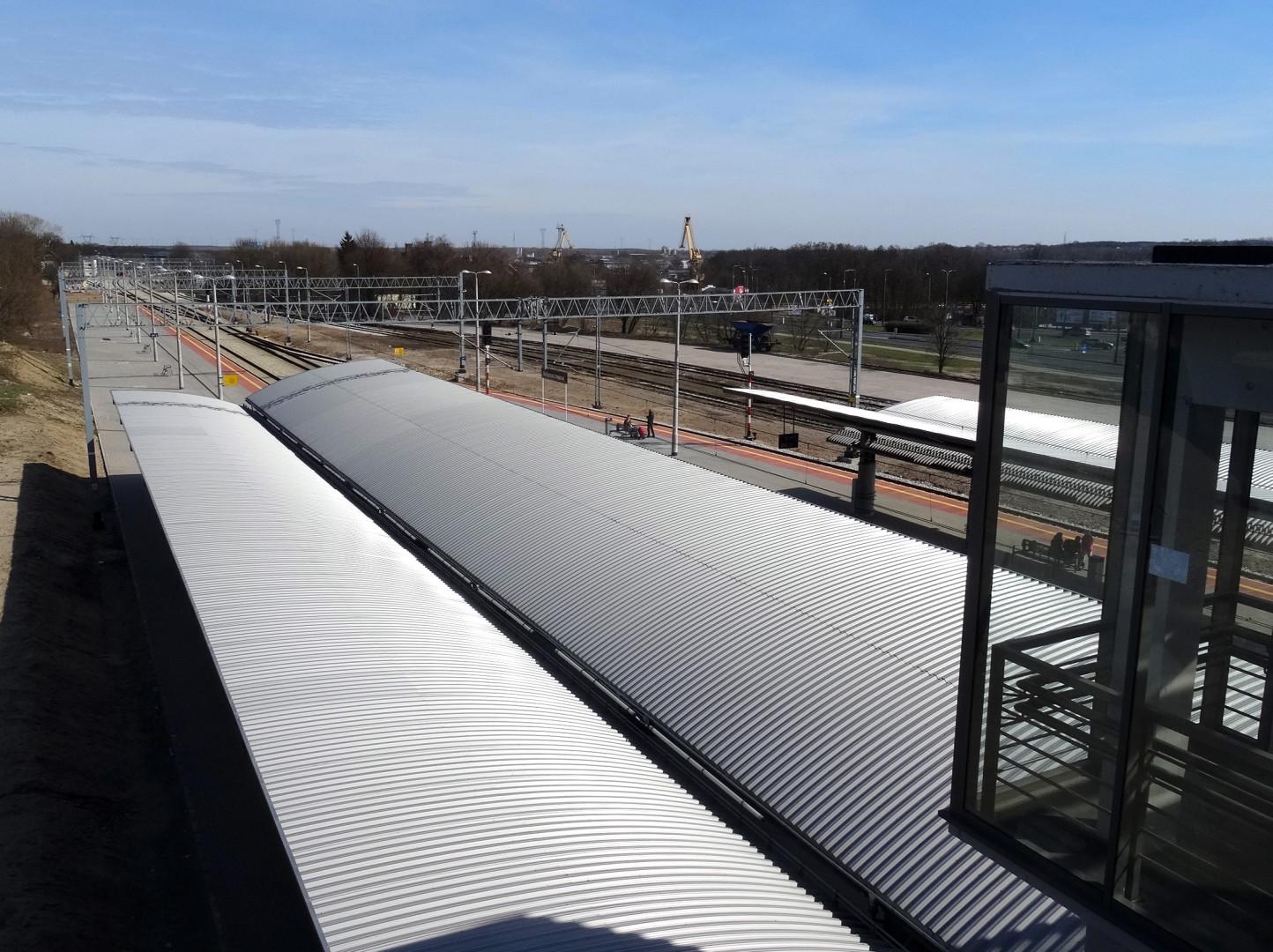
Widok z estakady tramwajowej na Bydgoszczy Wschód
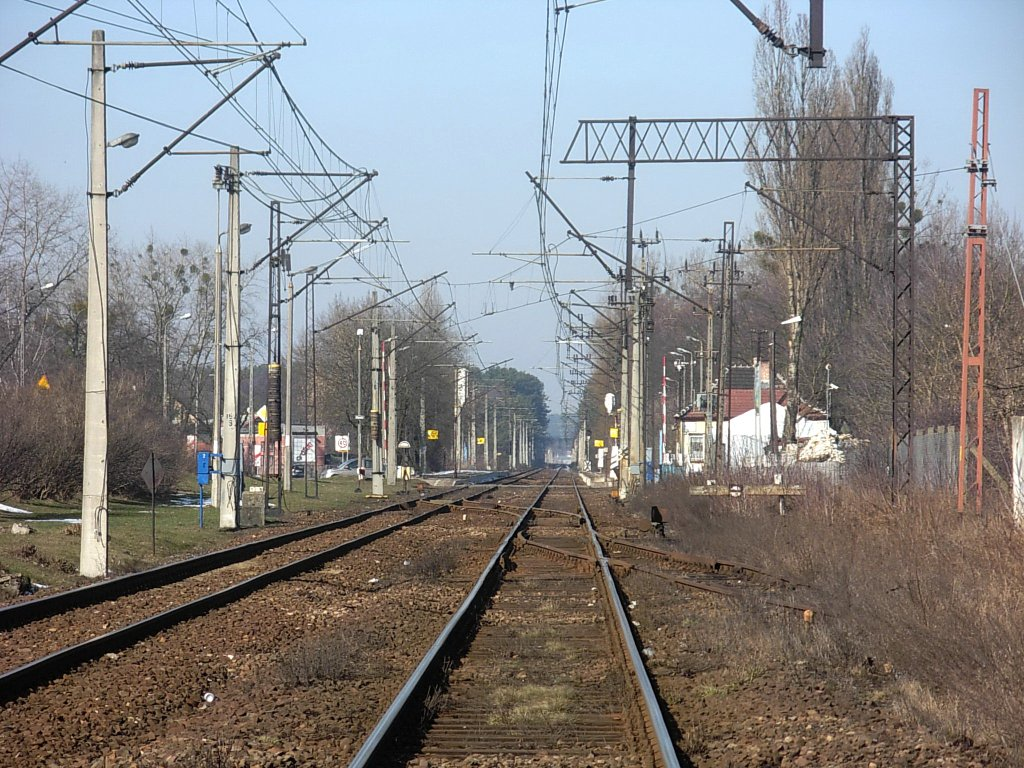
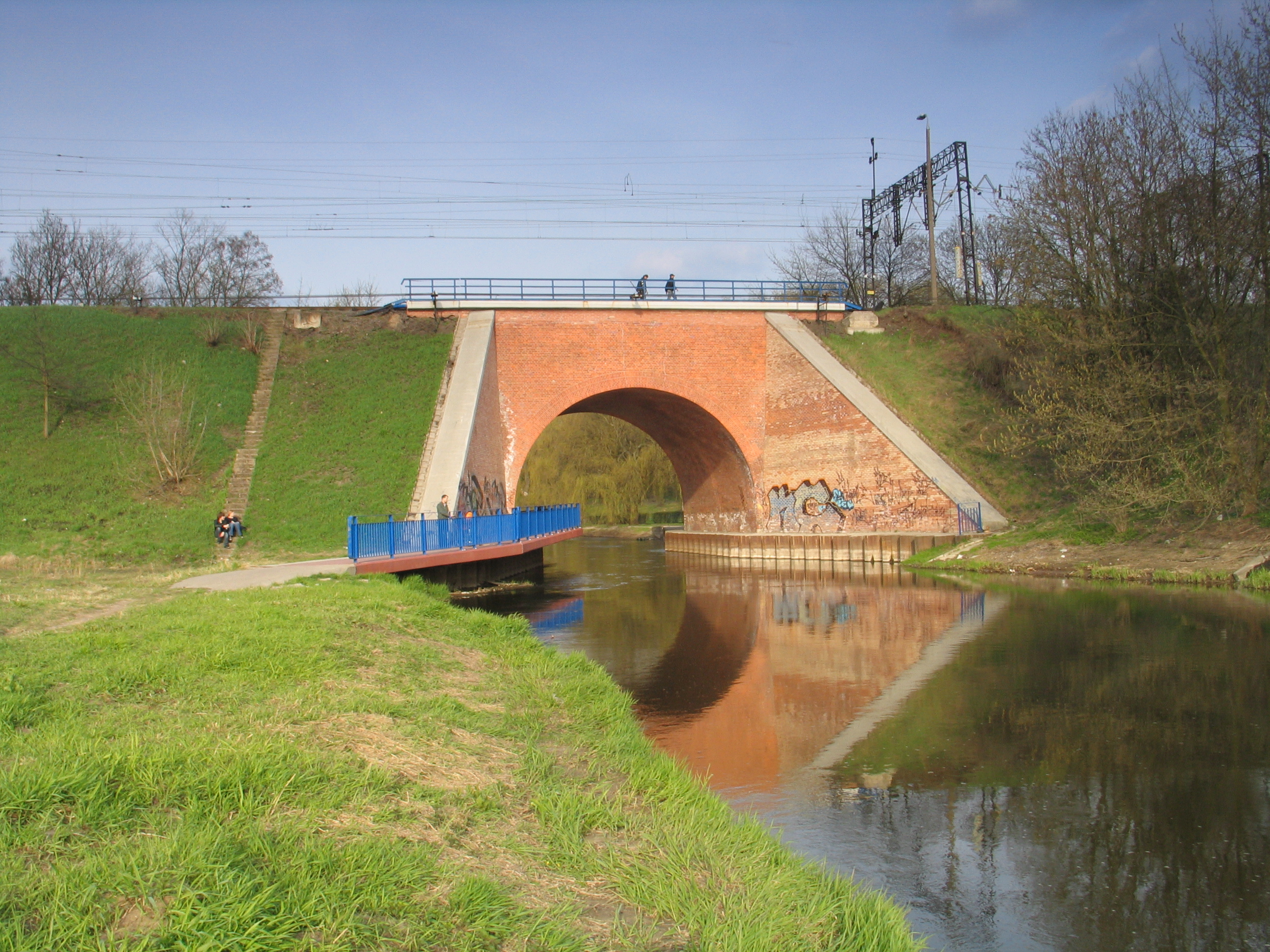
Most kolejowy na Słodowie nad rzeką Zgłowiączką
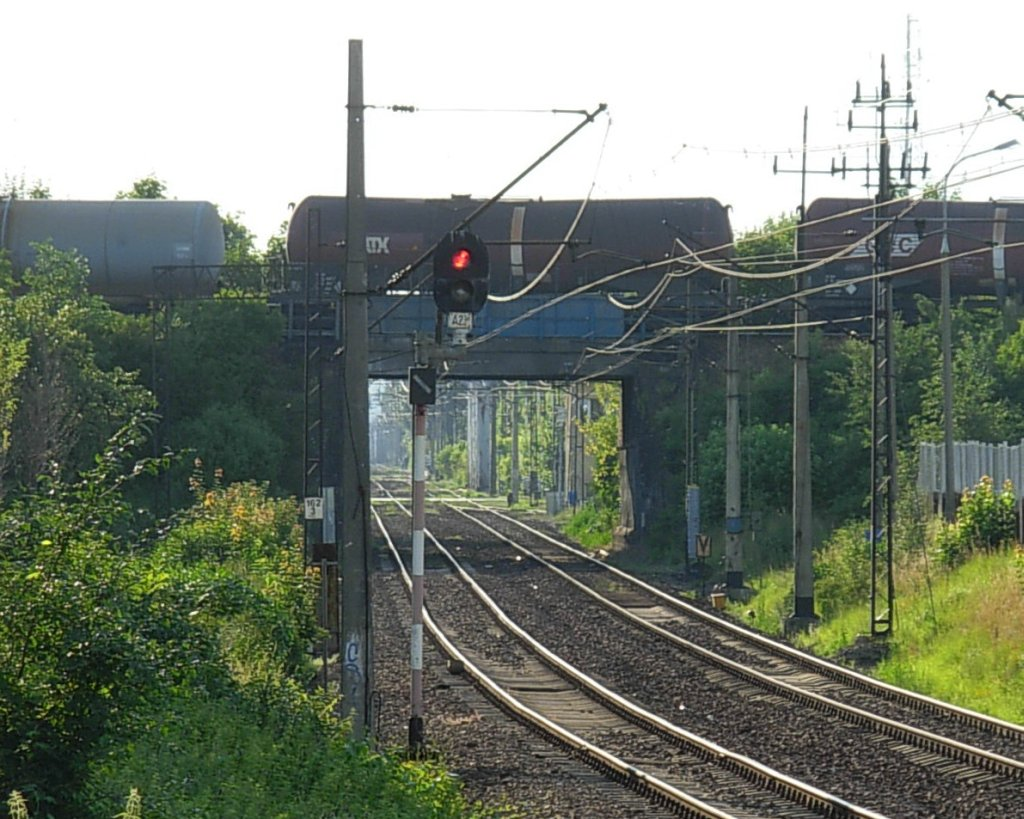
Skrzyżowanie linii kolejowych nr 131, 356 oraz 18 w Bydgoszczy na 162,300 km linii
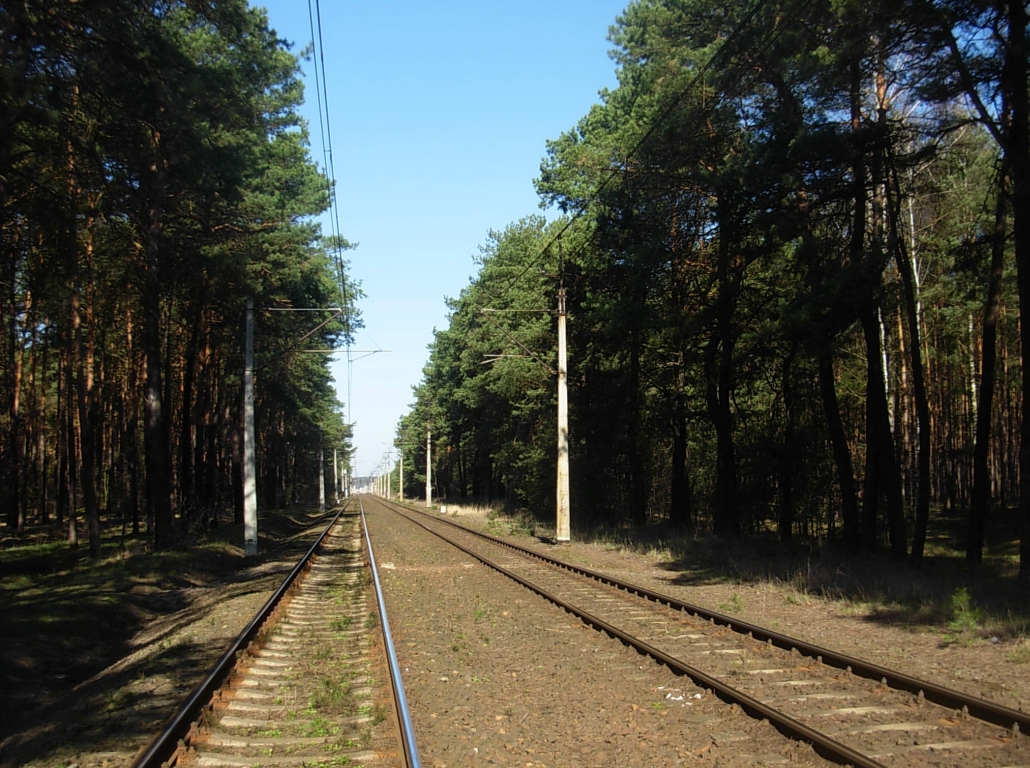
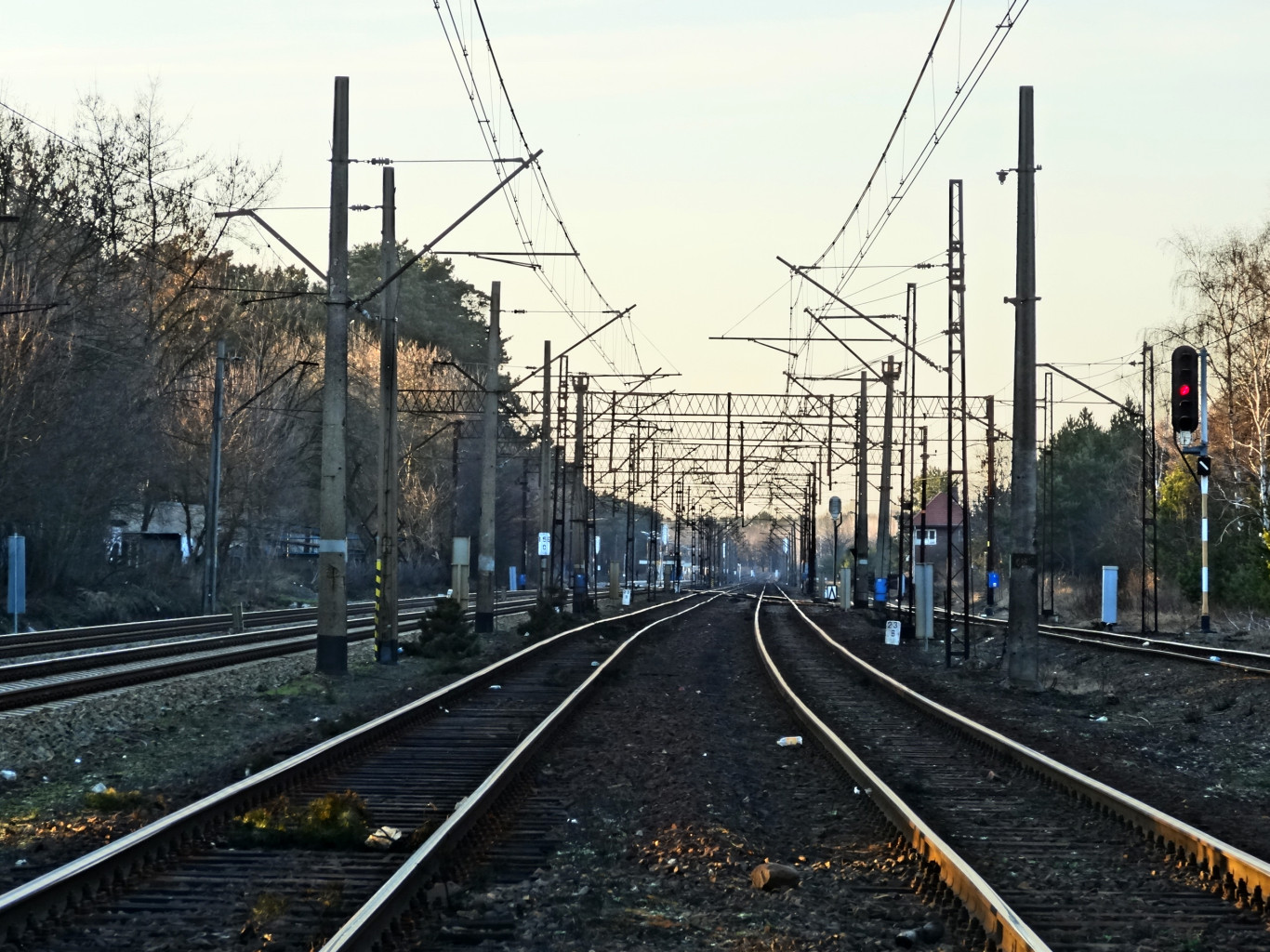
Linia w okolicy al. S. Wyszyńskiego w Bydgoszczy (Para torów po lewej)
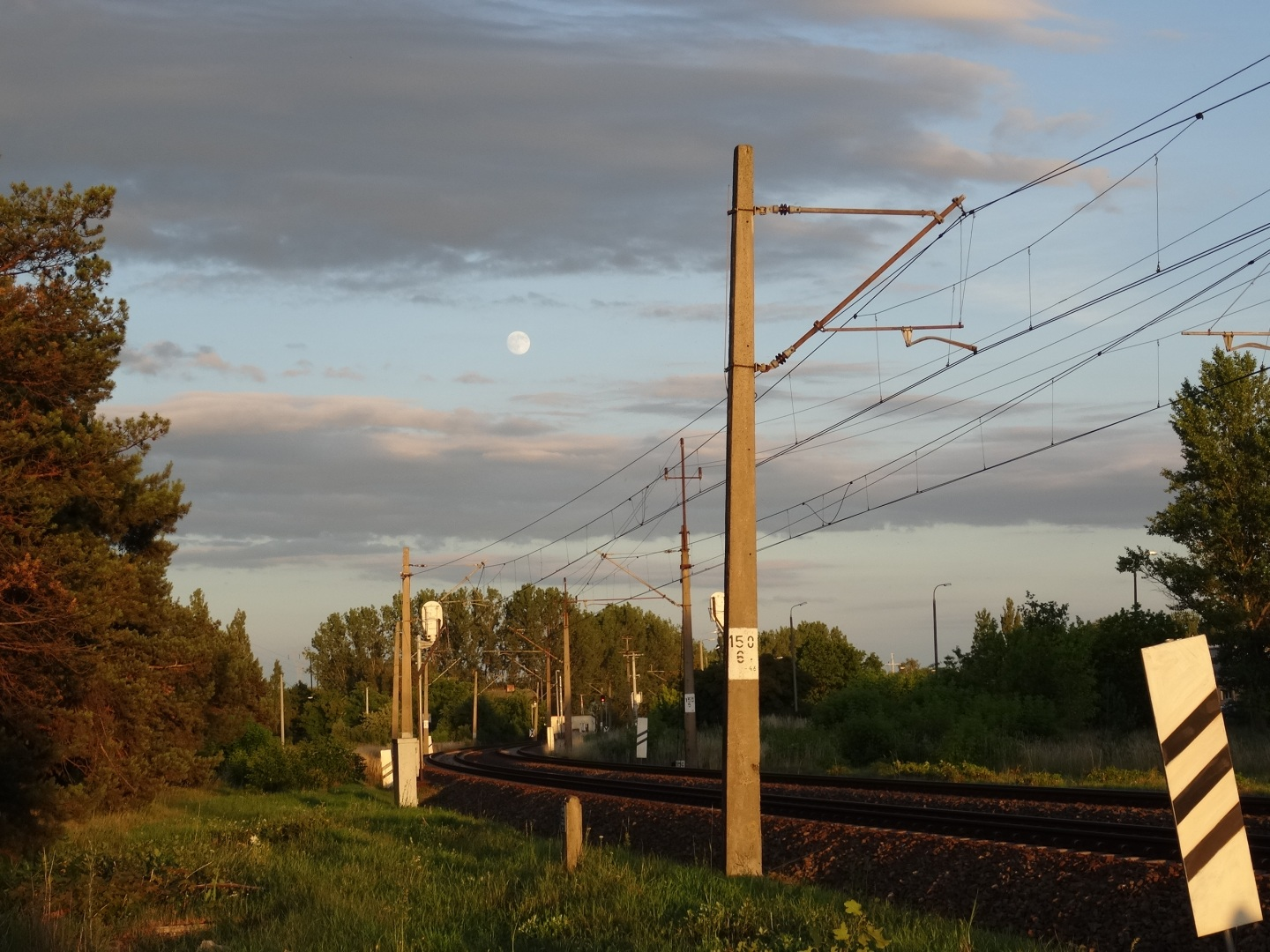
Linia przy ul. Przemysłowej w Bydgoszczy
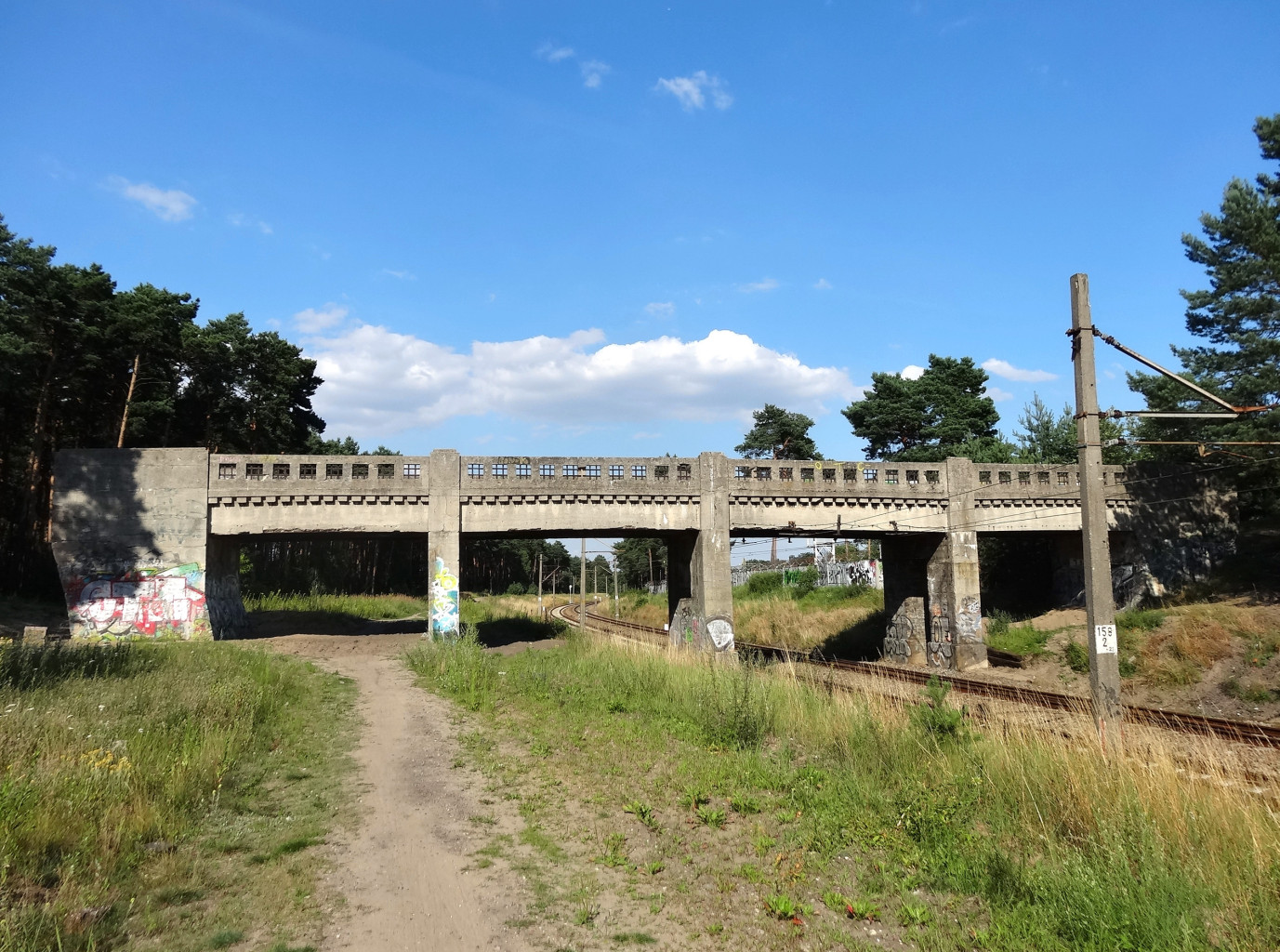
Linia w okolicy osiedla Zawiszy w Bydgoszczy
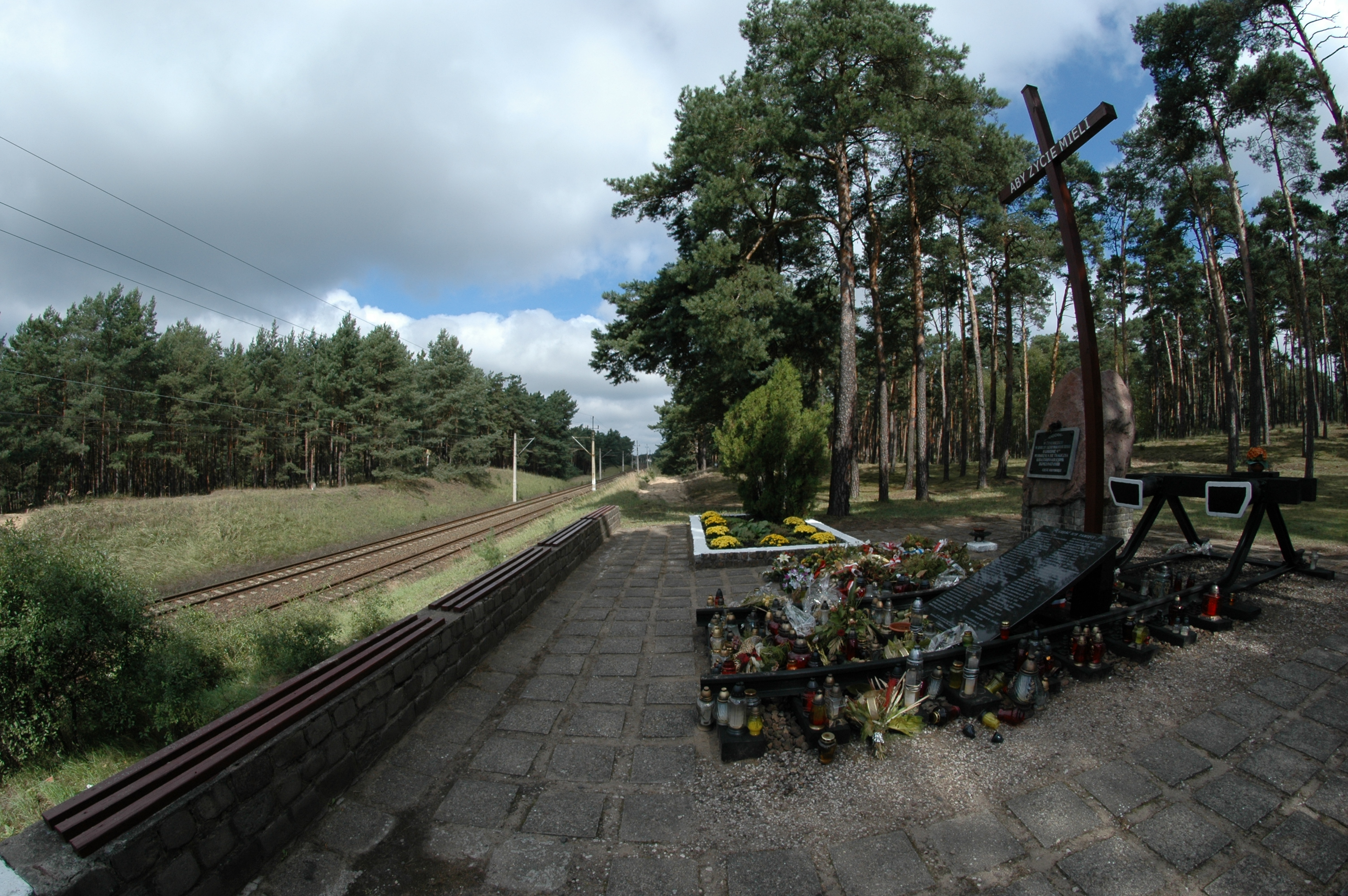
Pomnik katastrofy kolejowej pod Otłoczynem